# لامب (ميزوري)
لامب (بالإنجليزية: Lampe)‏ هي إحدى المجتمعات الفردية (غير مصنفة) في ولاية ميزوري في الولايات المتحدة الأمريكية.